# Zuniové
Zuniové (Zuni: A:shiwi; dříve psáno Zuñi) jsou indiánský národ Pueblo pocházející z údolí řeky Zuni. Zuniové jsou dnes federálně uznáni jako kmen Zuni v rezervaci Zuni v Novém Mexiku a většina z nich žije v Pueblu Zuni na řece Zuni, přítoku řeky Malé Colorado, v západním Novém Mexiku ve Spojených státech. Pueblo Zuni leží 55 km jižně od Gallupu v Novém Mexiku. Kmen Zuni žil ve vícepatrových domech z cihel. Kromě rezervace vlastní kmen svěřenecká území v okrese Catron v Novém Mexiku a v okrese Apache v Arizoně. Zuniové nazývají svou domovinu Halona Idiwan'a neboli Střední místo. Předpokládá se, že slovo Zuni pochází ze slova sɨ̂‧ni z jazyka západních Keresů (Acoma). 